# Cupola (mòdul de l'ISS)

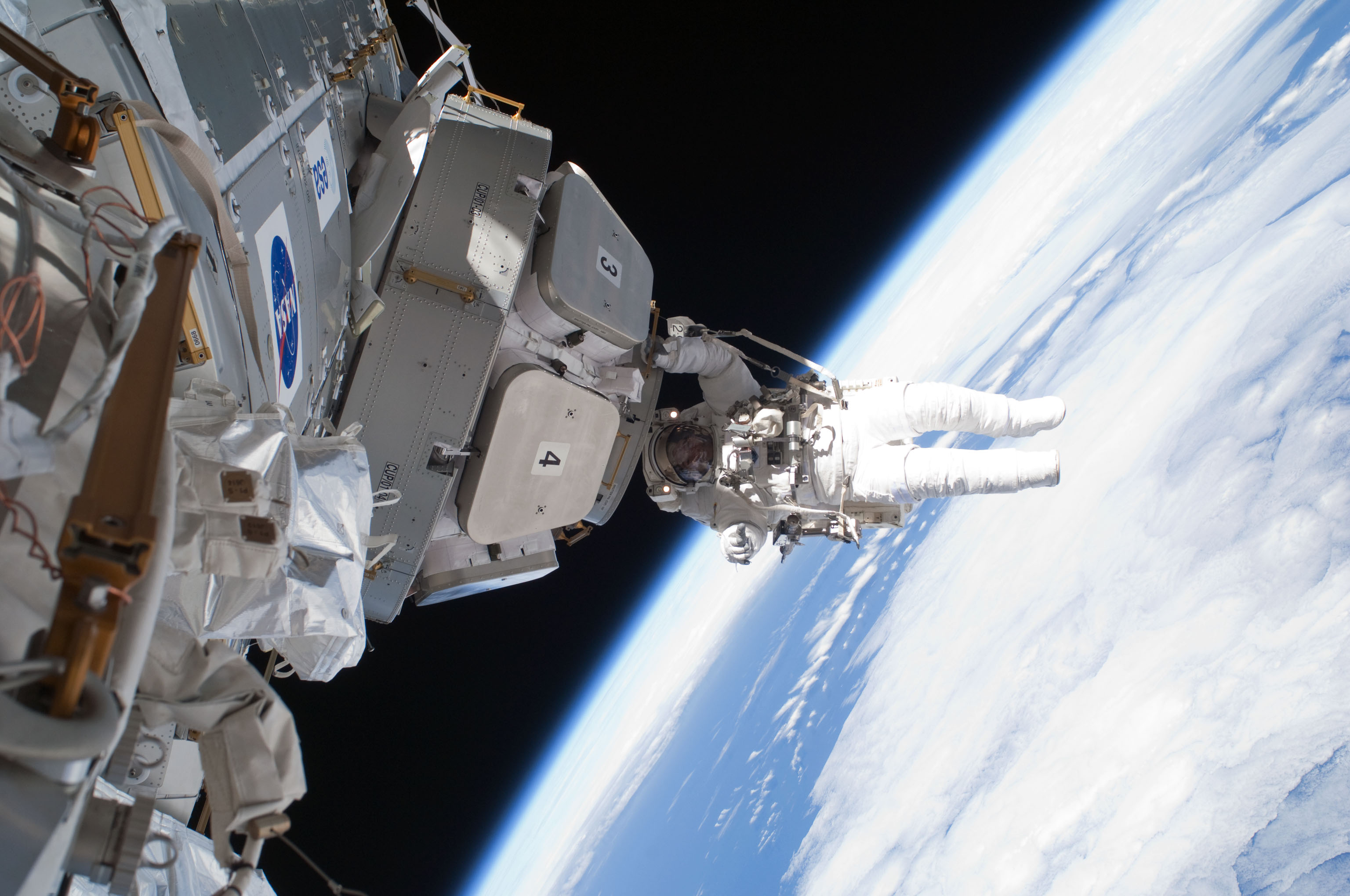
L'astronauta Nicholas Patrick penjat de Cupola

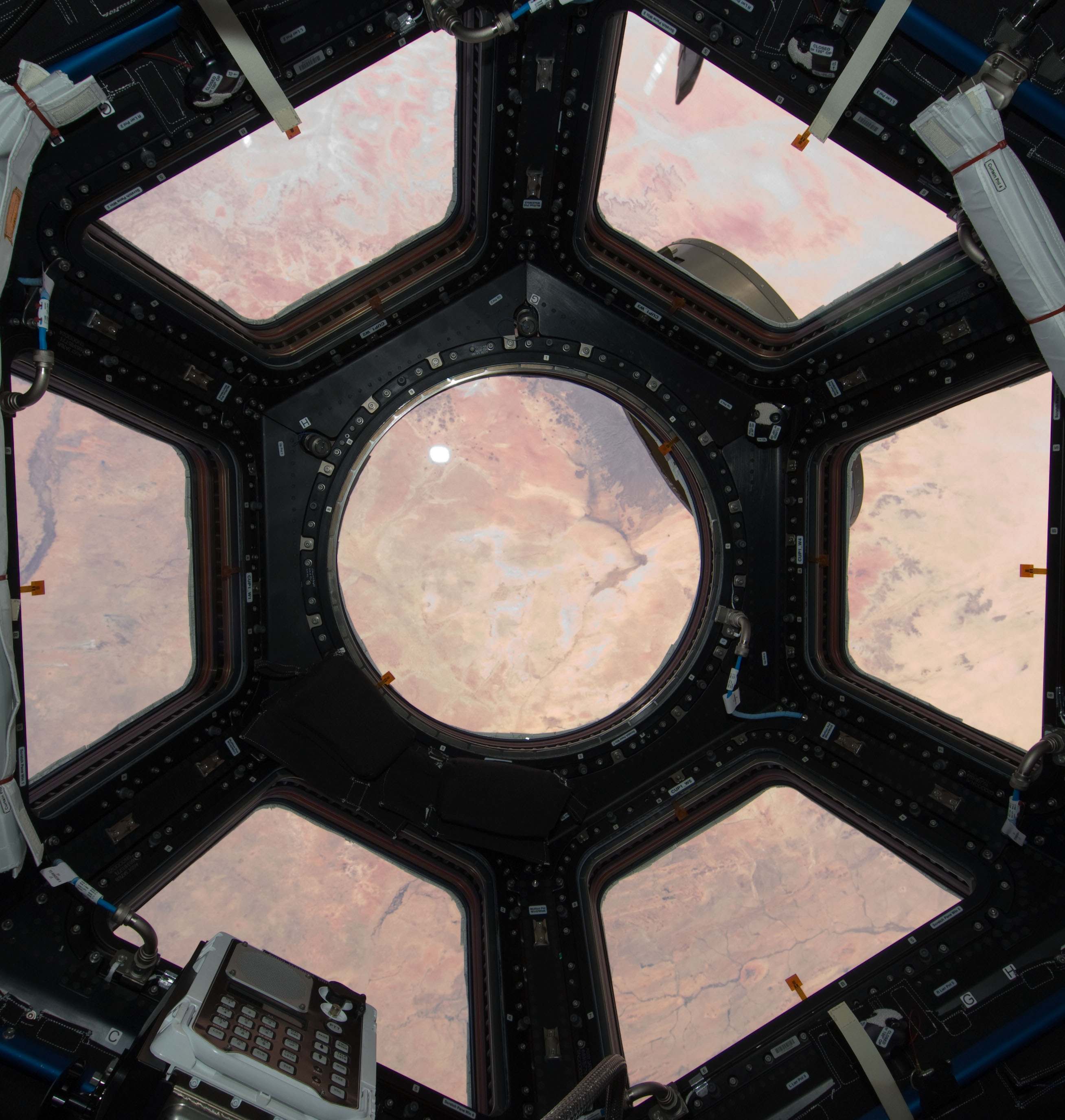
El desert del Sàhara vist a través de Cupola amb els seus porticons oberts

El mòdul pressuritzat anomenat Cupola (s'anomena Cupola en anglès, que significa llanterna, no cúpula) és un observatori i torre de control per a l'Estació Espacial Internacional (ISS), que amb els seus set finestres proporcionaran una visió panoràmica per observar i dirigir operacions a l'exterior de l'estació. El transbordador espacial Endeavour va ser l'encarregat de transportar cap a l'estació espacial en la missió programada STS-130 el 8 de febrer de 2010, i acoblat al mòdul Tranquility (Node 3).
El mòdul contindrà terminals de treball i un altre maquinari, permetent als astronautes controlar el braç robòtic de l'estació per muntar els elements de l'estació i comunicar-se amb els altres membres en altres parts de l'estació o en l'exterior durant els passejos espacials. Cupola també serà utilitzada com a observatori de la Terra.
 

## Història
Cupola és el resultat d'un acord d'intercanvi bilateral entre l'Agència Espacial Europea (ESA) i la NASA, sota el qual la ESA proporciona la Cupola per a la ISS a canvi de la utilització del  transbordador espacial per enviar astronautes europeus i equip d'experimentació europeu a l'estació.
El 8 de febrer de 1999 es va signar el contracte de la cúpula entre l'ESA i l'empresa Alenia Spazio. El contracte estableix que Alenia Spazio actua com contractista principal per a la producció, i és la responsable de coordinar el treball de sis empreses europees: EADS CASA (Espanya), APCO (Suïssa), SAAB Ericsson and Lindholmen Development (Suècia), EADS Space Transportation (Alemanya) i Verhaert (Bèlgica).
La Cupola que posseeix una massa de 1.8 tones va ser transportada al Centre Espacial Kennedy a Cap Canaveral, Florida. Un cop allà es va realitzar un últim test de comprovacions abans ser d'emmagatzemada durant quatre anys fins al 2009, per ser finalment portada a l'espai en la missió STS-130 el dia 8 de febrer de 2010 i acoblada a l'Estació Espacial Internacional, sent un dels últims components afegits a la base espacial.